# Jack Byrne (calciatore)
Jack Byrne (Bray, 7 ottobre 1902 – Bray, 11 maggio 1976) è stato un calciatore irlandese, di ruolo difensore.